# Utpostane
Utpostane är en kulle i Antarktis. Den ligger i Östantarktis. Norge gör anspråk på området. Toppen på Utpostane är 500 meter över havet.
Terrängen runt Utpostane är platt österut, men västerut är den kuperad. Trakten är obefolkad. Det finns inga samhällen i närheten.